# Erythrozytenverteilungsbreite
Die Erythrozytenverteilungsbreite (EVB), die auch im deutschsprachigen Raum oft mit der englischsprachigen Abkürzung RDW (Red Blood Cell Distribution Width) bezeichnet wird, ist ein Parameter, der in der Laboratoriumsmedizin im Rahmen eines Blutbildes bestimmt wird. Die Messung der EVB, die in Prozent angegeben wird und ein Maß für die Größenverteilung der roten Blutkörperchen (Erythrozyten) im Blut ist, erfolgt mittels Durchflusszytometrie. Sie berechnet sich aus der Standardabweichung des Volumens (Sv) der roten Blutkörperchen (Erythrozyten) und dem Mittelwert des Erythrozytenvolumens (MCV) nach der Formel
{\displaystyle {\text{EVB}}={\frac {S_{\text{V}}\cdot 100\,\%}{\text{MCV}}}}
Die Größenverteilung der roten Blutkörperchen entspricht bei gesunden Patienten einer von etwa sechs bis neun Mikrometer Durchmesser verlaufenden normalverteilten Glockenkurve, die nach dem englischen Pathologen Cecil Price-Jones als Price-Jones-Kurve bekannt ist. Ihr Maximum liegt mit rund 120 von 500 Zellen bei etwa 7,5 Mikrometern. Die normale Dicke der als konkave runde Scheiben geformten roten Blutkörperchen beträgt rund zwei Mikrometer am Rand und rund ein Mikrometer in der Mitte. Die EVB ist vorwiegend vom Durchmesser der roten Blutkörperchen abhängig und korreliert somit zum Teil mit der Breite der Price-Jones-Kurve. Darüber hinaus hat aber auch die Dicke der roten Blutkörperchen einen Einfluss auf die EVB. Sie beschreibt damit die Ungleichverteilung (Anisozytose) der Erythrozyten in Form und Größe.
Der Referenzbereich für die EVB beträgt, in Abhängigkeit vom Labornormalwert, etwa 11,5 bis 14,5 Prozent. Stark erhöhte Werte sind ein Hinweis auf das Vorliegen verschiedener Anämieformen, wie beispielsweise einer hämolytischen Anämie, einer Eisenmangelanämie, einer perniziösen Anämie oder einer Kugelzellenanämie. Daneben kann eine deutliche Überschreitung des Referenzbereiches auch auf eine Osteomyelofibrose hindeuten. Ein erhöhter Befund wird jedoch in der Regel nicht isoliert betrachtet, sondern dient im Zusammenhang mit anderen Laborwerten zur Differentialdiagnose (z. B. bei der mikrozytären Anämie). Werte unterhalb des Referenzbereiches besitzen hingegen keine klinische Relevanz. Im Allgemeinen wird der EVB im klinischen Alltag kein großer Stellenwert beigemessen.